# Bouli Lanners
Bouli Lanners, född 20 maj 1965 i Moresnet-Chapelle, är en belgisk skådespelare.
Lanners har bland annat medverkat i filmerna Ett riktigt jobb, Petit paysan och Raw.

## Filmografi (i urval)
- 2004 – En långvarig förlovning
- 2009 – Panik i byn
- 2012 – Asterix & Obelix och britterna
- 2012 – Rust and Bone
- 2013 – Kärlek och brott
- 2015 – Avril et le monde truqué
- 2016 – Raw
- 2017 – Petit paysan
- 2023 – Ett riktigt jobb